# Vauxhall Chevette
La Vauxhall Chevette est une automobile produite par la marque Vauxhall de 1975 à 1984 lorsqu'elle faisait partie du groupe General Motors. Il s'agit de la version anglaise de la Kadett C du constructeur allemand Opel. Elle est aussi appelée Opel Chevette, AYMESA Cóndor et Gala.

## Vauxhall Chevette (HS puis HSR)

### Palmarès en rallye
La Kadett/Vauxhall était homologuée en Groupe 1, en Groupe 2, et même en Groupe 4. Malgré sa petitesse relative, elle se construisit un palmarès des plus importants :
- Titre:
  - Championnat d'Angleterre des rallyes 1979, avec le finlandais Pentti Airikkala (vice-champion 1983: R. Brookes)

- Principales victoires:
  - Rallye de l'île de Man 1977 et 1981, Rallye Hanki 1978, Circuit d'Irlande 1979, 1980 et 1983, Rallye d'Écosse 1979 et 1981...

- Podiums (4) et victoire en WRC:
  - Victoire du Groupe 2 au Tour de Corse 1978 avec Jean-Pierre Nicolas;
  - 3e du rallye du Portugal 1976 avec Manuel Queirós Pereira, 2e du Rallye de Suède 1977 avec Bror Danielsson (3e avec son compatriote Anders Kulläng), et 3e du Rallye Molson du Québec 1978 (toujours avec Kulläng);

- Podiums en Coupe FIA des pilotes:
  - 2e du rallye de Pologne 1978 avec Franz Wittmann puis 2e du Tour de France automobile 1978 avec Jean-Louis Clarr.

## Galerie

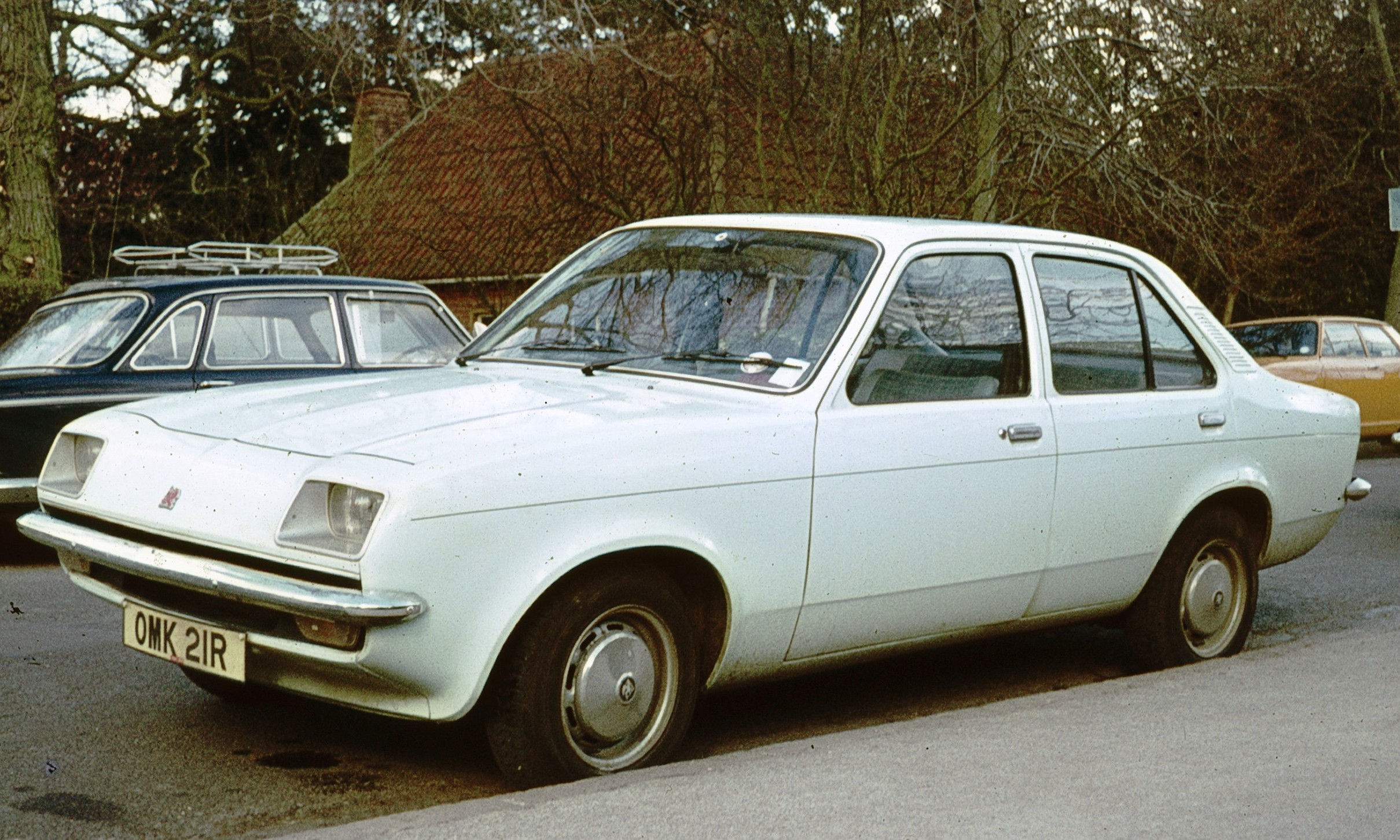
Vauxhall Chevette 4 portes
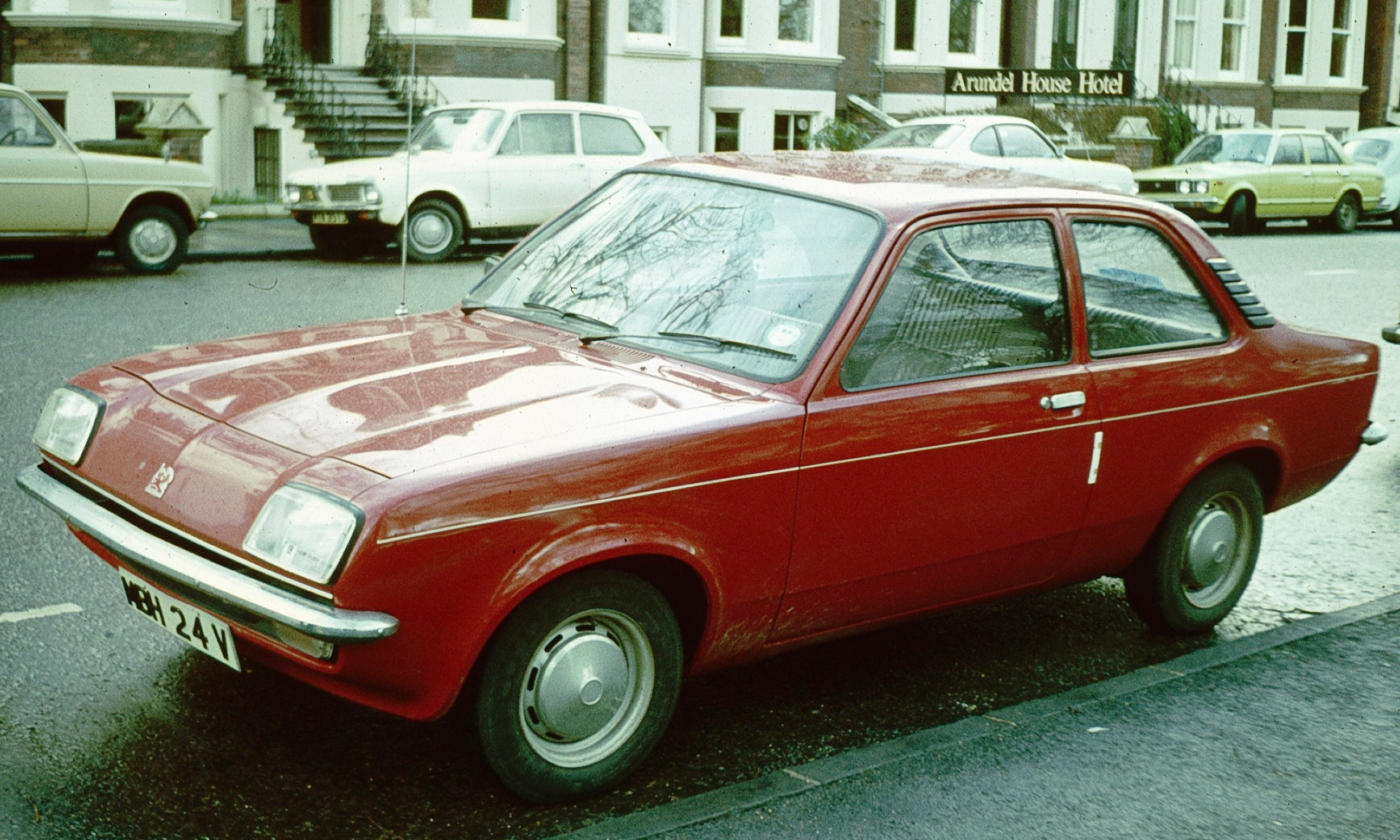
Vauxhall Chevette coupé 2 portes
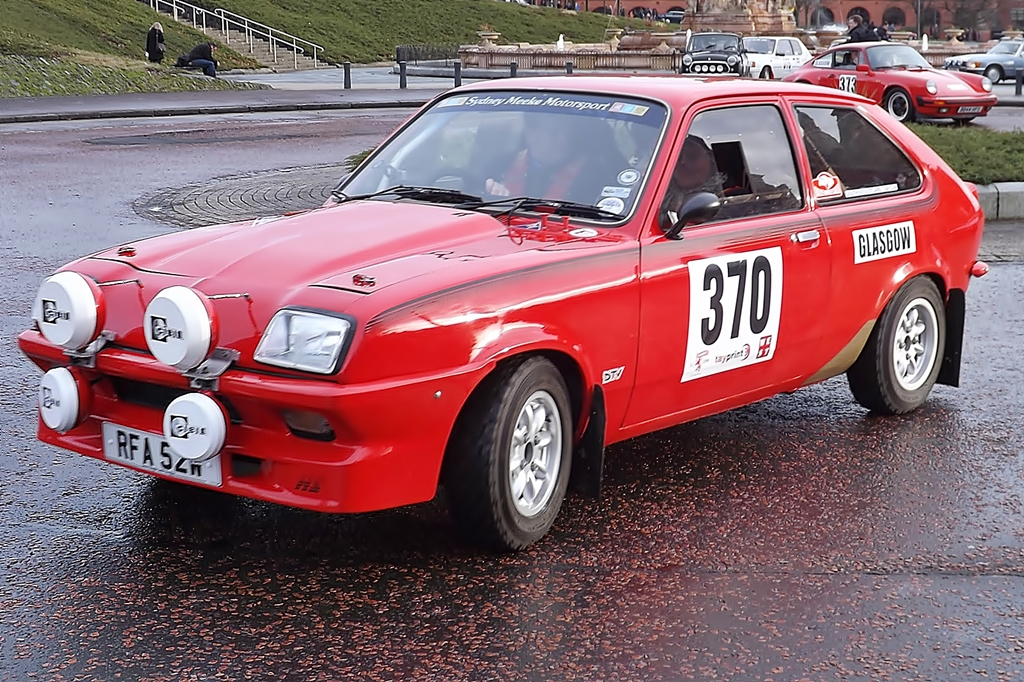
Vauxhall Chevette 3 portes en rallye
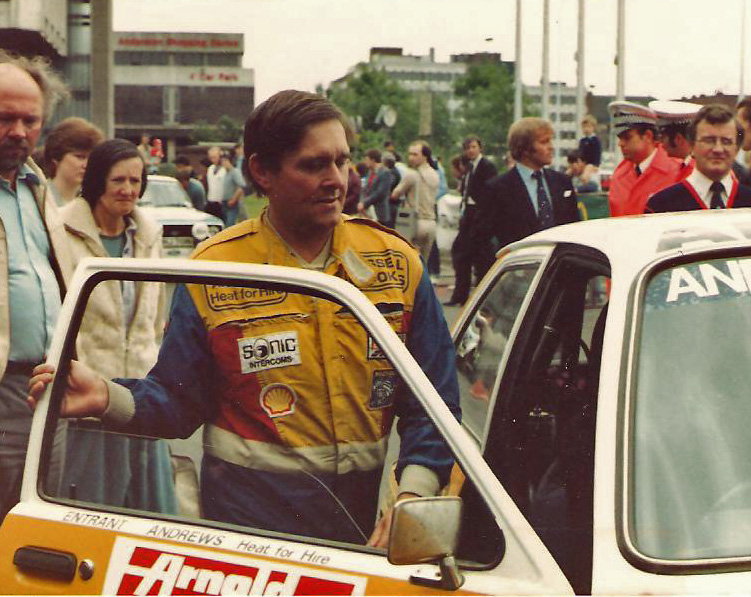
Russell Brookes en Écosse sur Chevette 2300 HSR (1982)

Ses remplaçantes sont les versions anglaises des Opel Corsa et Opel Astra : les Vauxhall Nova et Vauxhall Astra.